# Người Sarmatia
Người Sarmatia, người Sarmatae hay người Sauromatae (tiếng Iran cổ Sarumatah 'người bắn cung') là dân tộc có nguồn gốc từ Thổ Nhĩ Kỳ. Như được các tác giả cổ đại đề cập tới, họ đã di cư từ Trung Á tới khu vực dãy núi Ural vào khoảng thế kỷ 5 TCN và cuối cùng định cư tại vùng xa nhất về phía nam thuộc châu Âu của Nga, Ukraina và miền đông Balkan.
Pliny Già đã viết rằng tên gọi trong tiếng Latinh Sarmatae là đồng nhất với từ trong tiếng Hy Lạp Sauromatae. Khi trải rộng nhất như đã được thuật lại, các bộ lạc này sinh sống từ khu vực sông Vistula tới cửa sông Danub và về phía đông tới sông Volga, và từ lãnh thổ huyền bí của người Hyperborea ở phía bắc, kéo dài về phía nam tới bờ biển Đen (Hắc Hải) và biển Caspi, bao gồm cả khu vực nằm giữa chúng và xa tới vùng dãy núi Kavkaz. Số lượng nhiều và đa dạng nhất các ngôi mộ cũng như các đồ tạo tác Sarmatia có ý nghĩa nhất được tìm thấy tại Krasnodar krai của Nga.

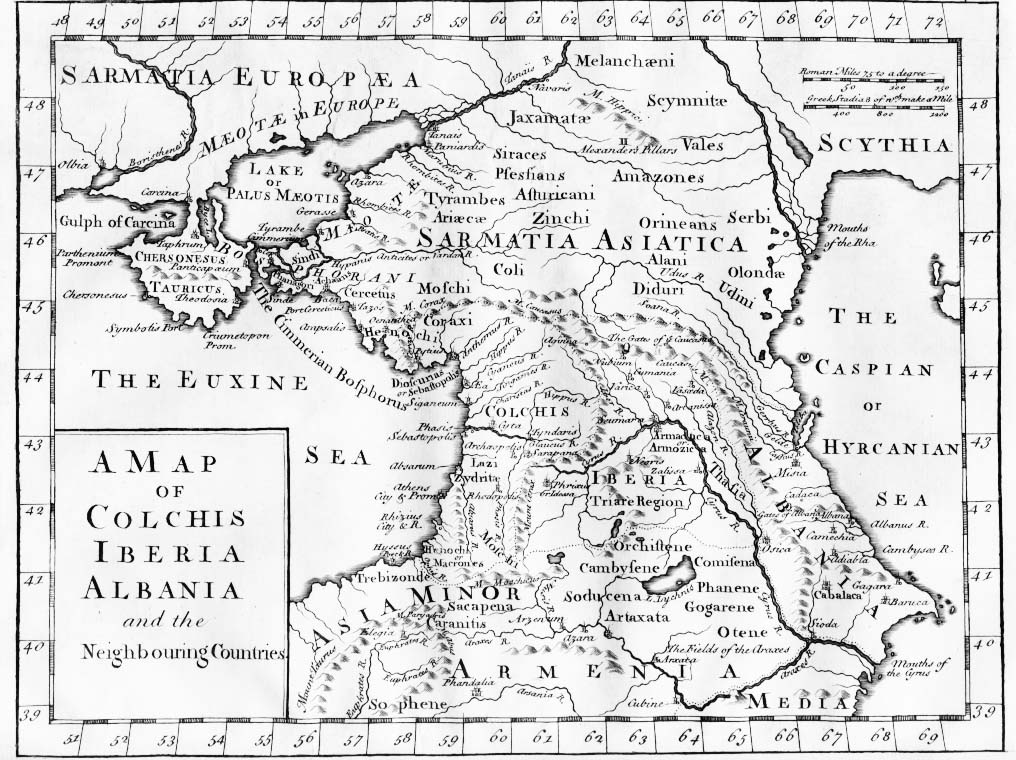
"Sarmatia Europæa" tách ra từ "Sarmatia Asiatica" bởi sông Tanais (sông Đông), dựa trên các nguồn tài liệu Hy Lạp, trong bản đồ in tại London, khoảng năm 1770.

Tên gọi cũ của Paraćin (Paratjin) ở Serbia là Sarmatae.
Có lẽ không phải ngẫu nhiên là ranh giới của cái gọi là đường đồng ngữ Centum-Satem trong ngữ hệ Ấn-Âu dường như là chia tách tại biên giới phía châu Âu của người Sarmatia.
Vào khoảng năm 100 TCN, vùng đất của người Sarmatia trải dài từ biển Barents hoặc biển Baltic ("Oceanus Sarmaticus") qua vùng các sông nhánh của sông Vistula, tới dãy núi Carpath và cửa sông Danub, sau đó về phía đông dọc theo vùng bờ biển phía bắc của biển Đen, ngang qua vùng Kavkaz tới biển Caspi và quay trở lại phía bắc dọc theo sông Volga tới vòng Bắc cực.
Người Sarmatia đã phát triển thịnh vượng từ thời của Herodotus và liên minh phần nào với người Hung khi họ đến đây trong thế kỷ 4.
Một trào lưu niềm tin phổ biến (chủ nghĩa Sarmatia) trong Liên bang Ba Lan-Litva trong giai đoạn từ thế kỷ 16 tới thế kỷ 19, cho rằng đẳng cấp quý tộc là hậu duệ trực tiếp của người Sarmatia. Tuy nhiên không có chứng cứ cụ thể nào hỗ trợ cho tuyên bố như vậy.

## Khảo cổ và dân tộc học

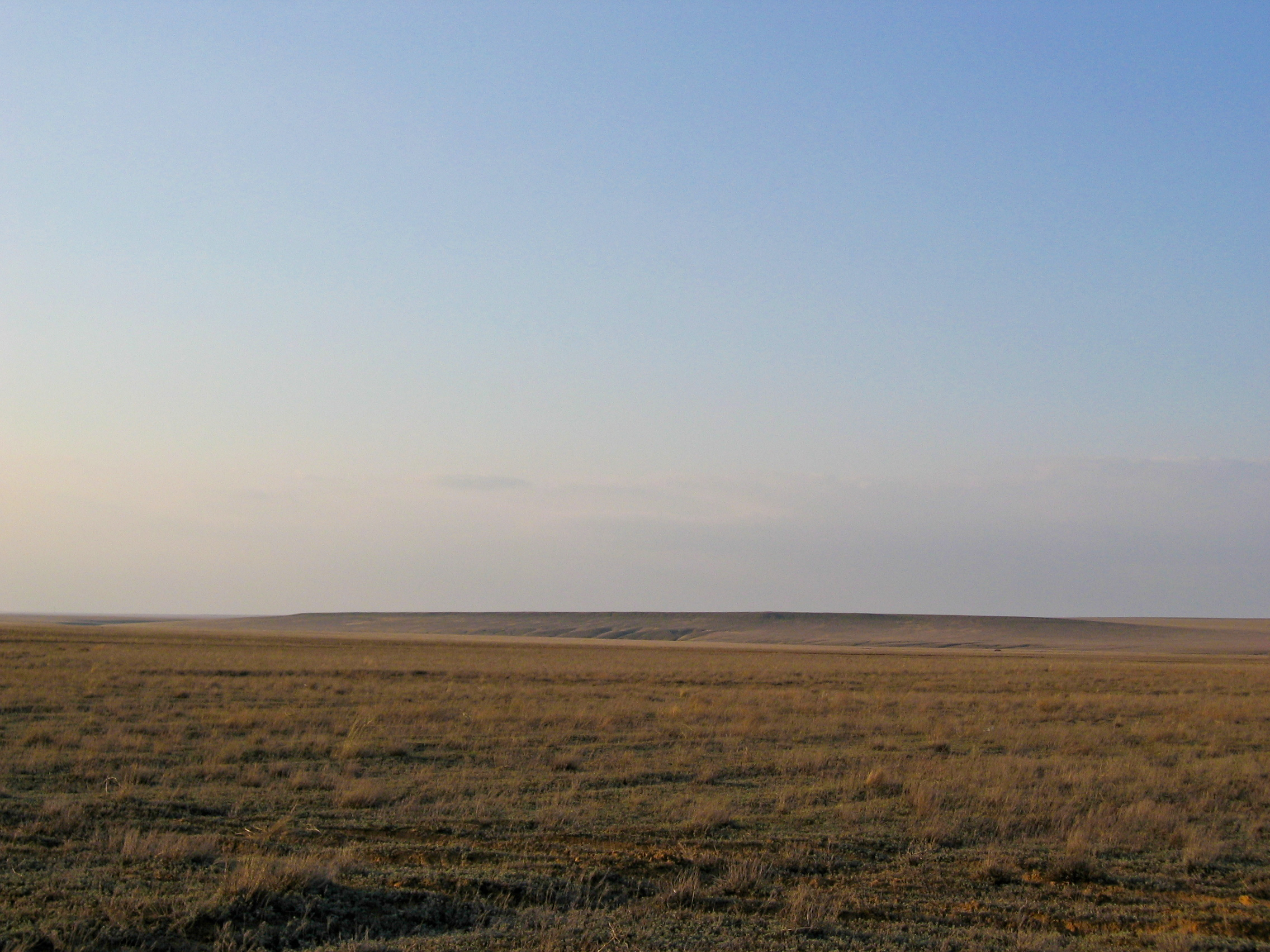
Đại thảo nguyên Á-Âu ở Kazakhstan vào đầu mùa xuân.

Năm 1947, nhà sử học hàng đầu của Liên Xô là Boris Grakov đã định nghĩa một nền văn hóa xuất hiện vào giai đoạn của các mồ mả kiểu kurgan giai đoạn cuối, đôi khi tái sử dụng một phần của các kurgan cổ hơn. Nó là nền văn hóa thảo nguyên du mục trải dài từ biển Đen tới phía bờ kia sông Volga, và đặc biệt rõ nét tại hai trong số các di chỉ chính tại Kardaielova và Chernaya trong vùng thảo nguyên xuyên Ural.
Niên đại và vị trí của nền văn hóa này (từ thế kỷ 7 TCN tới thế kỷ 4) là đồng thời với các thông tin dạng văn viết mà người ta có về người Sarmatia. Theo Grakov, người ta định nghĩa 4 giai đoạn:
1. Sauromatia, thế kỷ 6 - 5 TCN
2. Tiền Sarmatia, thế kỷ 4 - 2 TCN
3. Trung Sarmatia, cuối thế kỷ 2 TCN tới cuối thế kỷ 2
4. Hậu Sarmatia: cuối thế kỷ 2 tới thế kỷ 4

Người Sarmatia theo ghi chép của Ptolemy là thuộc giai đoạn Trung Sarmatia. Tuy nhiên, Sarmatia theo như Grakov không trải rộng tất cả vào khu vực Balt-Slav, tại đó hai thành phần này có các dấu tích khảo cổ học riêng của chính chúng, do người Balt và người Slav để lại.
Đã bám chắc về phía tây tại khu vực miền đông châu Âu, người Hung sinh sống tại khu vực phía bắc của người Alan và kéo dài về phía đông tới biên giới với nhà Hán ở Trung Quốc. Những người Hung này là các đối tác thương mại ưa chuộng hòa bình của người Alan (những người ưa thích chiến tranh). Các di tích khảo cổ cho thấy kiểu cách sống của họ gần như không thể phân biệt với kiểu cách sống của người Alan. Các dân tộc khác nhau của vùng đồng bằng rộng lớn miền đông đã tạo ra các ấm đun nước bằng đồng thiếc rất đặc trưng của chính mình. Bên cạnh đó, các ngôi mộ của dân cư Trung Á, bao gồm cả của người Hung, chứa các di tích mà nhiều người tin là có các đặc trưng hỗn hợp, cũng giống như là các dân tộc Trung Á ngày nay.
Dù điều gì đã xảy ra ở miền đông để đưa các chiến binh từ đó (người Hung) tới chỗ người Alan thì nó cũng không đưa vào vùng thảo nguyên (hoặc châu Âu) một dân tộc mới. Cho đến tận khi người Sarmatia phải e ngại, thì sự thêm vào các yếu tố Hung từ phía đông chỉ tạo ra sự đảo ngược sắc tộc trong địa vị thống trị. Một số người Alan lựa chọn cách chạy tới chỗ của người La Mã còn những người Alan khác thì chiến đấu cho người Hung. Nhóm thứ nhất đã biến mất trong lòng châu Âu từ lâu, trong khi nhóm ở lại thì còn tồn tại trong khu vực Kavkaz (Xem người Alan).

## Lịch sử

### Herodotus
Herodotus trong cuốn Histories phần 4.21 của ông, viết vào thế kỷ 5 TCN, coi vùng đất của người Sarmatia là nằm ở phía đông của sông Tanais, bắt đầu từ góc giáp hồ Maeotae (biển Azov), kéo dài về phía bắc trong hành trình khoảng 15 ngày đi đường, cận kê với vùng đồng rừng của người Budini. Herodotus mô tả người Sarmatia về bề ngoài như là những người mập mạp, tóc vàng, da rám nâu, nói ngắn gọn thì hơi giống như người Scythia và người Thrace được các tác giả cổ đại khác nhìn nhận.
Herodotus (4.110-117) thuật lại nguồn gốc dân tộc kỳ cục của người Sauromatae (Σαυρομάτης có nghĩa từ nguyên học là "người có mắt giống mắt thằn lằn", có thể là do các đặc trưng mắt hình quả hạnh của người châu Á), như là các hậu duệ của một toán người Scythia trẻ và một nhóm các Amazon (nữ chiến binh). Trong sử sách, một số Amazon bị người Hy Lạp bắt được trong các trận đánh tại Pontus (miền bắc Thổ Nhĩ Kỳ) gần sông Thermodon, và những tù nhân này được chở trên ba chiếc thuyền. Họ đã chiến thắng những người bắt giữ họ khi ở trên biển, nhưng lại không là các thủy thủ có khả năng. Các chiếc thuyền của họ đã trôi dạt về phía bắc tới hồ Maeotae (biển Azov) và dạt vào bờ phía Scythia gần khu vực vách núi đá (ngày nay là đông nam Krym). Sau khi gặp gỡ với người Scythia và học tiếng Scythia, họ đồng ý lấy những người đàn ông Scythia, nhưng chỉ với điều kiện là họ sẽ dọn đi xa và không buộc phải tuân theo các tập quán của phụ nữ Scythia. Theo Herodotus, hậu duệ của toán người này đã định cư ở phía đông bắc, phía bên kia bờ sông Tanais và trở thành người Sauromatia. Miêu tả của Herodotus giải thích về nguồn gốc của tiếng Sarmatia như là dạng "pha tạp" của tiếng Scythia cũng như là quyền tự do bất thường của phụ nữ Sauromatae, bao gồm quyền tham gia vào các trận chiến, cũng như quyền thừa kế từ các tổ tiên được cho là các Amazon của họ. Các tác giả sau này nói tới "người Sarmatae do nữ giới cai trị" (γυναικοκρατούμενοι).

### Hippocrates
Hippocrates trong De Aere 24 đã phân loại người Sarmatia một cách dứt khoát như là người Scythia.

### Strabo
Strabo đề cập tới người Sarmatia tại một số chỗ, nhưng không nói nhiều về họ. Ông sử dụng cả từ Sarmatai lẫn từ Sauromatai, nhưng không cùng nhau và cũng không gợi ý rằng họ là các dân tộc khác nhau. Ông thường đặt người Sarmatia và người Scythia thành cặp đôi trong tham chiếu tới một loạt các tên gọi sắc tộc, nhưng không nói rõ ai là ai, mặc dù từ Sarmatia hay Scythia có thể áp dụng tương đương tới các sắc tộc này một cách tổng thể.
Theo cách diễn giải của Strabo thì người Sarmatia trải rộng từ phía trên sông Danub về phía đông tới sông Volga, và từ phía bắc sông Dnepr tới vùng Kavkaz, mà tại đó, như ông nói, họ được gọi là người Kavkaz giống như những giống người khác tại đó. Miêu tả này chỉ ra rằng người Alan đã có quê hương tại vùng Kavkaz mà không phải đợi đến khi người Hung ép họ phải dời tới đó.
Có giá trị đáng kể hơn là ông đã chỉ ra sự hỗn hợp Celt trong khu vực của người Basternae, những người, như ông viết, có nguồn gốc Đức. Các bộ lạc Boii, Scordisci và Taurisci dạng Celt cũng có mặt tại đây. Thành phần sắc tộc thứ tư khi đó đang biến mất đi là người Thrace (7.3.2). Ngoài ra, các dân tộc về phía bắc là người Keltoskythai, hay "người Scythia Celt" (11.6.2).
Strabo cũng mô tả các dân tộc trong khu vực như là dân du mục, hay Hamaksoikoi, "người ở trên xe ngựa" và Galaktophagoi, "người ăn sữa" để chỉ, chắc chắn không còn nghi ngờ, tới món sữa ngựa chua (kumis) phổ thông được người ta ăn trong khoảng thời gian lịch sử này. Các cỗ xe được sử dụng để vận chuyển các lều trại làm từ phớt, là các yurta (lều của dân du mục) được các bộ lạc du mục châu Á sử dụng rộng rãi.

### Pliny Già
Tacitus không phải nhà quân sự La Mã duy nhất chú ý tới người Sarmatia. Pliny Già, dựa trên các tin tức tình báo từ các trạm quân sự La Mã ở phía bắc (vào thời gian đó hổ phách từ vùng Baltic được các đại lý La Mã thu mua tại chỗ), cung cấp sự trình bày chỉ rõ nhất đặc trưng của người Sarmatia (4.12.79-81):
| “ | Từ điểm này (cửa sông Danub) tất cả các chủng tộc nói chung là người Scythia, mặc dù các phân chi khác nhau đã chiếm lĩnh các vùng đất cận kề vùng bờ biển, tại chỗ này là người Getae... tại chỗ khác là người Sarmatae... Agrippa miêu tả toàn bộ khu vực này từ sông Danub tới biển... cho tận đến sông Vistula theo hướng của sa mạc Sarmatia... Tên gọi người Scythia đã trải rộng ra theo mọi hướng, cho tận đến [chỗ của] người Sarmatae và người Đức, nhưng tên gọi cũ này không còn tiếp tục cho bất kỳ giống người nào khác, ngoại trừ các khu vực ở ven rìa nhất.... | ” |

Đoạn này dường như chỉ ra cho người ta biết rằng người Scythia hoặc sự cai trị của họ đã từng trải rộng tới chỗ của người Đức, nhưng hiện nay chỉ còn lại tại các vùng xa. Jordanes (thế kỷ 6) ủng hộ giả thuyết này bằng việc viết ra rằng, một mặt ông khá thông thuộc Geography của Ptolemy, trong đó gộp toàn bộ lãnh thổ Balt-Slav trong Sarmatia, và mặt khác rằng cùng một khu vực này chính là Scythia. Với từ "Sarmatia", Jordanes chỉ muốn nói tới vùng lãnh thổ người Arya. Người Sarmatia vì thế không phải là người Scythia.

### Tacitus
Sách De Origine et situ Germanorum của Tacitus nói về "nỗi e ngại chung" giữa các sắc tộc Đức và người Sarmatia:
Tất cả lãnh thổ Germania được phân chia từ Gaule, Raetia, và Pannonia bởi các sông Rhine và Danub; từ người Sarmatia và người Dacia bởi nỗi e ngại chung và các dãy núi. Đại dương che phủ phần còn lại, bao gồm các vịnh rộng và các dải đảo rộng lớn. Chỉ gần đây, chúng ta mới biết về các bộ lạc và các vị vua nhất định, mà cuộc chiến của họ đã được đưa ra ánh sáng.
Theo Tacitus, giống như người Ba Tư, người Sarmatia mặc áo choàng dài, rủ xuống (chương 17). Ngoài ra, người Sarmatia thu các cống phẩm từ người Cotini và Osi và sắt từ người Cotini (chương 43) "vì sự xấu hổ của họ" (có lẽ là do họ có thể sử dụng sắt để vũ trang cho chính mình và để kháng cự).

### Ptolemy
Vào thế kỷ 3 TCN, tên gọi Sarmatia dường như đã thay thế cho tên gọi Scythia trong vùng đồng bằng của khu vực ngày nay là miền nam Ukraina. Nhà địa lý Ptolemy miêu tả về họ ở thời điểm có lẽ khi họ mở rộng nhất, phân chia thành các khu vực châu Âu và Trung Á cận kề. Lưu ý tới sự chồng chéo trong tên gọi các bộ lạc của người Scythia và người Sarmatia, có lẽ không có sự thay thế mới nào đã diễn ra. Dân tộc có lẽ vẫn chỉ là người Ấn-Âu như họ đã từng là như vậy, nhưng với tên gọi khác.

### Pausanias
Muộn hơn, Pausanias, xem xét các đồ lễ tạ gần Acropolis Athens trong thế kỷ 2 (Description of Greece 1.21.5-6), đã tìm thấy trong số đó các giáp che ngực của người Sauromatae.
| “ | Khi nhìn những người này, người ta sẽ nói rằng họ là những người nước ngoài khéo léo không kém hơn người Hy Lạp trong nghệ thuật: do người Sauromatae không có sắt, bởi họ chẳng khai thác mà cũng chẳng nhập khẩu. Trên thực tế, họ không có quan hệ giao thiệp nào với những người nước ngoài xung quanh họ. Để thỏa mãn sự thiếu hụt này họ đã nghĩ ra các sáng kiến. Thay cho sắt họ sử dụng xương để làm các mũi giáo, và gỗ sơn thù du để làm cung tên, với các mũi nhọn bằng xương cho các mũi tên. Họ ném thòng lọng xung quanh kẻ thù khi họ gặp, và sau đó quay tròn ngựa của họ xung quanh để làm kẻ thù bị mắc trong thòng lọng. Các giáp che ngực của họ làm theo kiểu sau. Mỗi người đàn ông nuôi giữ nhiều ngựa cái, do đất đai không được chia thành các định phần tư nhân, bởi chúng chẳng có gì khác ngoài các cây dại, vì những người này là dân du mục. Những con ngựa cái này không chỉ được dùng cho chiến tranh, mà còn để hiến tế cho các vị thần địa phương và để ăn thịt. Họ thu thập móng guốc của chúng, làm vệ sinh sạch sẽ, bổ ra và làm từ chúng như thể chúng là vảy của con trăn. Những người chưa bao giờ nhìn thấy trăn ít nhất cũng đã nhìn thấy nón thông còn xanh. Anh ta sẽ không sai nếu so sánh sản phẩm từ móng ngựa với các mảnh nhìn thấy trên nón thông. Họ đeo các mảnh này và khâu chúng lại với nhau bằng gân ngựa và bò, và sử dụng chúng như là giáp che ngực, cũng đủ đẹp và vững chắc như giáp che ngực của người Hy Lạp. Để họ có thể chống lại những cú đâm và những gì tấn công trong trận đánh giáp lá cà. | ” |

Miêu tả của Pausanias được xác minh trong các hình khắc từ Tanais. Những thực tế này không nhất thiết phải là không tương thích với miêu tả của Tacitus, do người Sarmatia ở miền tây có thể phải dành dụm sắt của họ cho chính mình, nó từng là mặt hàng khan hiếm tại các vùng đồng bằng. Nếu đúng, sự kiện này chứng tỏ sự thiếu vắng chính quyền trung ương hay thậm chí là sự giao thiệp kém (trái với người Ba Tư).

### Các chữ khắc Hắc Hải
Một phần lớn các tên gọi nước ngoài xuất hiện trong các chữ khắc khu vực Olbia, Tanais và Panticapaeum được coi là của người Sarmatia, và do chúng được diễn giải khá tốt bằng thứ tiếng Iran hiện nay được người Ossetia vùng Kavkaz (tiếng Ossetia) sử dụng, những người được coi là đại diện ngày nay của người Sarmatia và có thể thấy là có mối liên hệ trực tiếp với người Alan, một trong các bộ lạc của họ.

### Ammianus Marcellinus
Người Sarmatia vẫn còn là một lực lượng mà người La Mã phải để tâm tới vào cuối thế kỷ 4. Ammianus Marcellinus (29.6.13-14) miêu tả một số thất bại, mà những kẻ cướp Sarmatia gây ra cho các lực lượng La Mã tại tỉnh Valeria ở Pannonia vào cuối năm 374. Người Sarmatia gần như đã tiêu diệt cả quân đoàn lê dương được tuyển mộ từ Moesia và một quân đoàn khác từ Pannonia, được gửi đến để chặn đứng một toán người Sarmatia đang truy kích một quan chức La Mã cấp cao có tên gọi là Aequitius vào sâu trong lãnh thổ La Mã. Hai quân đoàn này đã không có sự phối hợp và mối bất hòa giữa họ đã cho phép người Sarmatia có thể giáng cho họ một đòn choáng váng.

### Kết thúc thời cổ đại
Người Sarmatia vẫn còn duy trì sự thống trị cho tới tận khi có uy thế của người Goth trong khu vực biển Đen và sau đó đã biến mất khi người Hung tiêu diệt đế quốc của người Goth và sau đó xâm lăng Trung Âu. Từ các cơ sở tại Hungary ngày nay, người Hung đã cai trị toàn bộ vùng lãnh thổ trước đây là của người Sarmatia. Các thành phần hợp thành khác nhau của họ có được thuở bình sinh dưới sự cai trị của người Hung, đã chiến đấu vì người Hung để chống lại liên quân La Mã-Đức, và đã rẽ theo con đường của chính mình sau trận Chalons, sau cái chết của Attila và sự biến mất các yếu tố cai trị của người Chuvash ở phía tây sông Volga.
Điều này mâu thuẫn với Priscus, người nhìn thấy nhiều người Scythia 'hạnh phúc' xung quanh Attila. Họ đóng một vai trò đáng kể trong sự nổi lên của nước Nga sơ kỳ.

#### Đại chiến dịch của Constantine năm 332
Người Goth đã tấn công các bộ lạc Sarmatia ở phía bắc sông Danub (ngày nay là România). Hoàng đế La Mã Constantine đã cho gọi Flavius Claudius Constantinus từ Galia về để chỉ huy chiến dịch. Trong thời tiết rất lạnh thì chiến thắng của người La Mã là áp đảo, 100.000 người Goth bị giết và Ariaricus - con trai của vua Goth đã bị bắt sống.

#### Đại chiến dịch của Constantine năm 334
Cố gắng ngăn chặn sự mở rộng của người Goth ở phía bắc vùng Hạ Danub (Romania ngày nay), người Sarmatia đã vũ trang cho các nô lệ của mình. Sau chiến thắng của La Mã thì cư dân địa phương đã nổi dậy chống lại các chủ nhân Sarmatia, buộc người Sarmatia phải rời xa biên giới với La Mã. Người Sarmatia nhờ Constantine giúp đỡ. Constantine đã đánh bại Limigantes, thủ lĩnh của cuộc nổi dậy, và dọn dân Sarmatia đến. Tại các tỉnh của La Mã, những chiến binh được tuyển vào quân đội La Mã còn cư dân còn lại thì được phân bố vào Thracia, Macedonia và Italy. Origo Constantini đề cập tới 300.000 người tị nạn trong hoạt động này. Sau đó hoàng đế Constantine lấy tước hiệu Sarmaticus Maximus.

## Di truyền học
DNA cổ đại của 13 di hài Sarmatia từ các kurgan Pokrovka và Meirmagul đã được tách ra cho phân tích so sánh. Phần lớn các dấu vết di truyền học đã được xác định là có nguồn gốc từ miền tây Á-Âu, trong khi chỉ có một ít có nguồn gốc từ Trung/Đông Á.

## Nghiên cứu gần đây
Trong khai quật gần đây tại các di chỉ Sarmatia của tiến sĩ Jeannine Davis-Kimball, một ngôi mộ đã được tìm thấy trong đó các nữ chiến binh được chôn cất, vì thế nó tăng thêm độ tin cậy cho các huyền thoại về các Amazon.Các Amazon được nói tới như là các bà vợ của người Sauromatae.
Tại Hungary, một trung tâm gốm lớn Hậu Sarmatia đã được khai quật giai đoạn 2001-2006 gần Budapest, ở di chỉ khảo cổ Üllő5. Đồ gốm Üllő5 thường màu xám, dạng hạt tạo thành một nhóm khác biệt của đồ gốm Sarmatia được tìm thấy ở nhiều nơi tại phần bắc-trung của khu vực đồng bằng Đại Hungary, chỉ ra hoạt động thương mại sinh động. Bài báo gần đây về nghiên cứu các chuỗi hạt thủy tinh tìm thấy trong các mồ mả Sarmatia gợi ý về các mối liên kết văn hóa và thương mại.
Những người Sarmatia này có lẽ là người Iran có quan hệ bà con thân thuộc với người Scythia/người Saka. Hàng loạt các tên gọi cá nhân nguồn gốc tiếng Iran trong các chữ khắc Hy Lạp từ vùng duyên hải biển Đen chỉ ra rằng người Sarmatia ở đây nói thứ phương ngữ đông bắc Iran có liên quan tới tiếng Sogdiana và tiếng Ossetia.
Giống như người Scythia, người Sarmatia có bề ngoài của người dân vùng Kavkaz. Trước khi có sự xuất hiện của người Hung ở đây, người ta cho rằng chỉ rất ít cư dân thảo nguyên miền tây có các đặc trưng châu Á hoặc Turk-Mông Cổ.

## Các bộ lạc đôi khi được coi là người Sarmatia
Dưới đây là danh sách các bộ lạc được các tác giả cổ đại khác nhau coi là thuộc dân tộc gọi là người Sarmatia, hoặc thuộc về lãnh thổ được coi là Sarmatia. Lưu ý rằng sự sáp nhập chính trị và sắc tộc của người Sarmatia cũng như lãnh thổ của họ dao động theo thời gian. Các tác giả không nhận dạng được toàn bộ các bộ lạc.
- Abii, Achaei, Acibi, Agathyrsi, Agoritae, Alan (Alauni, Halani, Alanorsi), Alontae, Amadoci, Amaxobi, Amazones, Anartophracti, Antae, Aorsi (Adorsi, Alanorsi), Arichi, Arsietae, Asaei, Aspurgiani, Atmoni, Avarini
- Basilici, Basternae, Biessi, Bosporani, Bodini, Borusci, Burgiones
- Carbones, Careotae, Cariones, Carpians, Caucasii, Cercetae, Chaenides, Choroatos, Chuni, Cimmerians, Costoboci, Conapseni
- Diduri
- Exobygitae
- Fenni (Tacitus không chắc chắn rằng Fenni là người Sarmatia hay người Đức)
- Galactophagi, Galindae, Gelones, Gerri, Gevini, Venedae Lớn, Gythones
- Hamaksoikoi, Heniochi, Hippemolgi, Hippophagi, Hippopodes, người Hyperborea, Horouathos hoặc Horouatos
- Iaxamatae, Iazyges, Igylliones, Isondae
- Materi, Melanchlaeni hoặc Melanchlani, Metibi, Modoca, Mysi
- Nasci, Navari, Nesioti
- Ombrones, Ophlones, Orinei, Osili, Ossi
- Pagyritae, Perierbidi, Peucini, Piengitae, Phrungundiones, Phthirophagi, Psessi
- Rheucanali, Rhoxolani
- Saboci, Sacani, Saii, Sargati, Savari, Alani Scythia, Senaraei, Serboi, Sidoni, Siraces, Stavani, Sturni, Suani, Suanocolchi, Suardeni, Sudini, Sulones
- Taïphali, Tanaitae, Tauroscythae, Thatemeotae, Tigri, Toreccadae, Transmontani, Tusci, Tyrambae, Tyrangitae
- Udae
- Vali, Veltae, Venedae, Vibiones
- Zacatae, Zinchi

## Tên gọi
Người ta luôn có thể tìm thấy các đề xuất của giả thuyết cho rằng có hai dân tộc khác biệt đã tồn tại, là người Sauromatae và người Sarmatae. Nó không là giả thuyết phổ biến, do cả hai dân tộc có thể đã dùng nhiều tên gọi bộ lạc như nhau. Ngoài ra, Jordanes, một giáo sĩ với kiến thức hỗ hợp cả Goth lẫn Sarmatia, thông báo rằng họ là một và rằng người Goth đã thay đổi tên của họ tại một số nơi thành người Sarmatia trước khi xâm chiếm.
Có một gợi ý trong Từ vựng thừa kế Ấn-Arya (IAIL) của Lubotsky trong CSDL Ấn-Âu (IED) thuộc Đại học Leiden rằng tên gọi có liên quan tới từ trong tiếng Avesta là zarəman-, "già, cũ". Nó cũng như là zar- xuất hiện trong Zarathustra. Ý nghĩa chính xác là chưa rõ ràng, nhưng các từ với gốc từ như thế có thể mang nghĩa "người nhiều tuổi hơn" và "không chết" (mặc dù rất già) hoặc kos'tur của mặt trời hay lửa. Từ này có ưu thế là trong ngôn ngữ thích hợp nhất và có thể là nguồn của cả tiền tố Sar- lẫn Sauro-.
Avesta chứa các tham chiếu tới người sairima. Trong truyền thuyết của người này, ghi lại trong Shahnameh của Ferdowsi, "Salm" là một trong ba người con trai của Fereydun, và là tổ tiên của các dân tộc châu Âu.
Do tồn tại học thuyết cho rằng hậu duệ về mặt ngôn ngữ của người Sarmatia là người Ossetia (trái với các dữ liệu di truyền hoàn toàn không rõ vào thời đó), người ta có thể tính đến ba học thuyết sau về nguồn gốc tên gọi:
1. Dumezil: Oss: saw (đen) Scr: róman- (lông thú) + Oss: tae (dấu hiệu số nhiều)
2. Abaev: Oss: saw (đen) + Oss: arm (tay) + Oss: tae (dấu hiệu số nhiều)
3. Christol: *sarumant (người bắn cung) từ Scr: saru (mũi tên)

Gốc từ Ấn-Âu, là *ĝerh2- của Julius Pokorny, "già, cũ", mở ra một hướng nghiên cứu thú vị. Từ Hy Lạp, Latin Graeci, là từ cùng một gốc từ, bắt nguồn từ bộ lạc vùng Balkan ít người biết đến, Graioi, được người cổ đại coi là "những người già". In the area of Sauro-matae lived Ma-zurian. Nếu zur (zar -mặt trời) là tương tự như saur (sol -mặt trời) thì nó cũng liên quan tới nước dựa vào 'zur niesiemy zur', vedi vodi hoặc (sola sla). Graroi, với ż<>g<>h có thể liên quan tới Żaroi, Graroi Haroy Harian, Hurian hoặc thậm chí Hunga ngày nay vẫn còn được hát như là Ha'Hary, So sánh tiếng kêu hò trong chiến trận Hurra của người từ khu vực này. Sarmatia là tương đương satem của centum Hy Lạp. Cần lưu ý rằng Αέρα (Aera) là tiếng kêu hò trong chiến trận tiếng Hy Lạp còn đến ngày nay. Sự tương đồng căn nguyên đòi hỏi có từ satem gốc trong tiếng Tiền Ấn-Âu. Mối liên hệ như vậy là lý thuyết tại thời điểm hiện nay.
Hàng loạt tên gọi cá nhân tiếng Iran trong các chữ khắc Hy Lạp từ vùng duyên hải biển Đen chỉ ra rằng người Sarmatia nói phương ngữ tiếng Đông Bắc Iran, tổ tiên của tiếng Ossetia (xem tiếng Scyth-Sarmatia).

## Thư viện
- Almsaodi Aymn. The Historic Atlas of Iberia
- Richard Brzezinski và Mariusz Mielczarek, The Sarmatians 600 BC-AD 450 (trong loạt Men-At-Arms 373), Oxford: Osprey, 2002. ISBN 1-84176-485-X
- Davis-Kimball, Jeannine. 2002. Warrior Women: An Archaeologist's Search for History's Hidden Heroines. Warner Books, New York. first Trade printing, 2003. ISBN 0-446-67983-6 (pbk).
- Tadeusz Sulimirski, The Sarmatians (quyển 73 trong loạt "Ancient People and Places") London: Thames & Hudson/New York: Praeger, 1970.
- Alexander Guagnini (1538-1614), Sarmatiae Europeae descriptio, Spira 1581.